# Denn meine Liebe ist unsterblich
Denn meine Liebe ist unsterblich (Hindi: मोहब्बतें, mohabbateṃ) ist ein indischer Spielfilm, der strenge Erziehung und jugendliche Gefühle, Generationswechsel und Liebe auf verschiedenen Wegen thematisiert.

## Handlung
Auf der Eliteschule Gurukul beginnt ein neues Schuljahr. Rektor dieser Einrichtung ist Narayan Shankar, der seine drei Grundsätze knallhart durchsetzt: Tradition, Ehre und Disziplin.
Die drei neuen Schüler Vicky, Sameer und Karan kommen nun an diese Schule, und alle drei verlieben sich. Vicky in Ishika, eine Schülerin an der Mädchenschule in der Nähe. Sameer in seine Jugendliebe Sanjana, die in der Nähe mit ihrem Vater lebt, und Karan in Kiran, die mit einem verschollenen Militärpiloten verheiratet ist. Alle drei wissen, dass sie nach den geltenden Regeln von Gurukul kaum auf eine Erfüllung ihrer Liebe hoffen können, hat doch einst der Rektor einen Schüler von der Schule geworfen, der sich in Shankars Tochter Megha verliebt hatte. Diese beging daraufhin Selbstmord.
Doch zum neuen Schuljahr kommt auch der Musiklehrer Raj Aryan nach Gurukul, um den Schülern die Macht der Musik, die Macht der Liebe und den Glauben an die eigenen Fähigkeiten zu bringen. Raj und Shankar geraten wiederholt aneinander. Als der Direktor Raj wegen seiner Überzeugungen entlassen will, gibt sich dieser als der ehemalige Schüler zu erkennen, der in Shankars Tochter verliebt war. Raj macht Shankars Grundsätze für Meghas Tod verantwortlich. Schließlich erkennt der Direktor über kurz oder lang, dass er im Unrecht ist. Am Ende tritt Shankar von dem Direktorposten zurück und übergibt dem Musiklehrer Raj Aryan die Leitung der Eliteschule und bittet ihn die verantwortungsvolle Aufgabe zu übernehmen. Vicky, Sameer und Karan finden alle ihre große Liebe und Megha hat endlich Frieden.

## Hintergrund
- Mohabbatein ist ein Film der den Kampf zwischen Liebe und Angst porträtiert, einen Kampf zwischen zwei eigensinnigen Männern und ihren unterschiedlichen Ansichten.
- Der eine der für Liebe steht und der die weitesten Wege für sie gehen würde und der andere der für Disziplin und Respekt erzeugt durch Angst steht und glaubt, dass Liebe nur zu Schmerz und Schwäche führt.
- Gleichzeitig stellt er zwei Generationen gegenüber – die eine festgefahren in alter Tradition und Kultur, streng reglementiert und die andere mit offenen Ansichten und modernen Visionen.
- Es ist der Ausgang der drei Liebesgeschichten, der darüber entscheidet, wer letztendlich siegen wird – die Liebe oder die Angst, der festgefahrene Starrsinn oder die auf freien Entscheidungen basierenden Visionen der Zukunft.
- In dem Lied Aankhein Khuli hat sich Jugal Hansraj den Knöchel gebrochen, als er Kim Sharma von der Bank heben musste.
- Der Kuss zwischen Uday Chopra und Shamita Shetty in einer Szene löste einen kleinen Skandal aus, da es in indischen Filmen nicht üblich ist, sich auf den Mund zu küssen.

## Auszeichnungen
- Filmfare Award: Bester Nebendarsteller (Amitabh Bachchan)
- IIFA Award: Bestes Kostümdesign
- IIFA Award: Bestes Drehbuch
- Screen Award: Beste Songtexte

## Kritiken
„Der mit indischen Stars gespickte Film erzählt die eher schlichte Geschichte in großer Farbenpracht und mit einer Fülle von Tanzeinlagen und Liedern.“

„Mohabbatein ist ein wuchtiges Epos mit Talent zum Verschenken und verpassten Chancen am Laufmeter. Musik und Stars sind die Hauptgründe für eine Empfehlung, die nebensächlichen Jungstars, eine nach der Pause holprige Inszenierung jene dagegen. Doch es bleibt trotz allem ein schöner Film und vor allem einer, der zum Schluss zu Tränen rührt.“

„Schöne Bollywood-Komödie mit melodramatischen Untertönen und Anleihen an den Club der toten Dichter, die geschickt drei Liebesgeschichten parallel erzählt und sie noch in eine weitere als eine Art Rahmenhandlung einbettet.“